# Blanot (Saona i Loara)
Blanot – miejscowość i gmina we Francji, w regionie Burgundia-Franche-Comté, w departamencie Saona i Loara.
Według danych na rok 1990 gminę zamieszkiwało 141 osób, a gęstość zaludnienia wynosiła 12 osób/km² (wśród 2044 gmin Burgundii Blanot plasuje się na 770. miejscu pod względem liczby ludności, natomiast pod względem powierzchni na miejscu 818.).